# Oxyopes fujianicus
Oxyopes fujianicus là một loài nhện trong họ Oxyopidae.
Loài này thuộc chi Oxyopes. Oxyopes fujianicus được miêu tả năm 1993 bởi Da-xiang Song & Zhu.